# Cartilagines nasales accessoriae

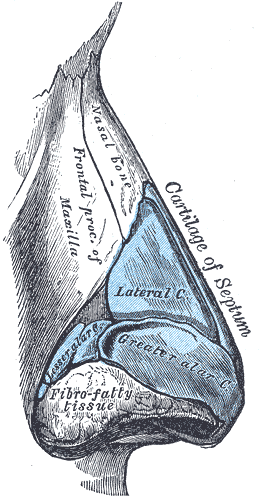
Az orrot alkotó porcok

A cartilagines nasales accessoriae az orr apró porcai, melyek a cartilago alaris majorhoz és a cartilago nasi lateralishoz csatlakoznak. Az orr oldalán található rostos szövetben találhatók a cartilago alaris major hátoldalán.